# Adidas Al Rihla

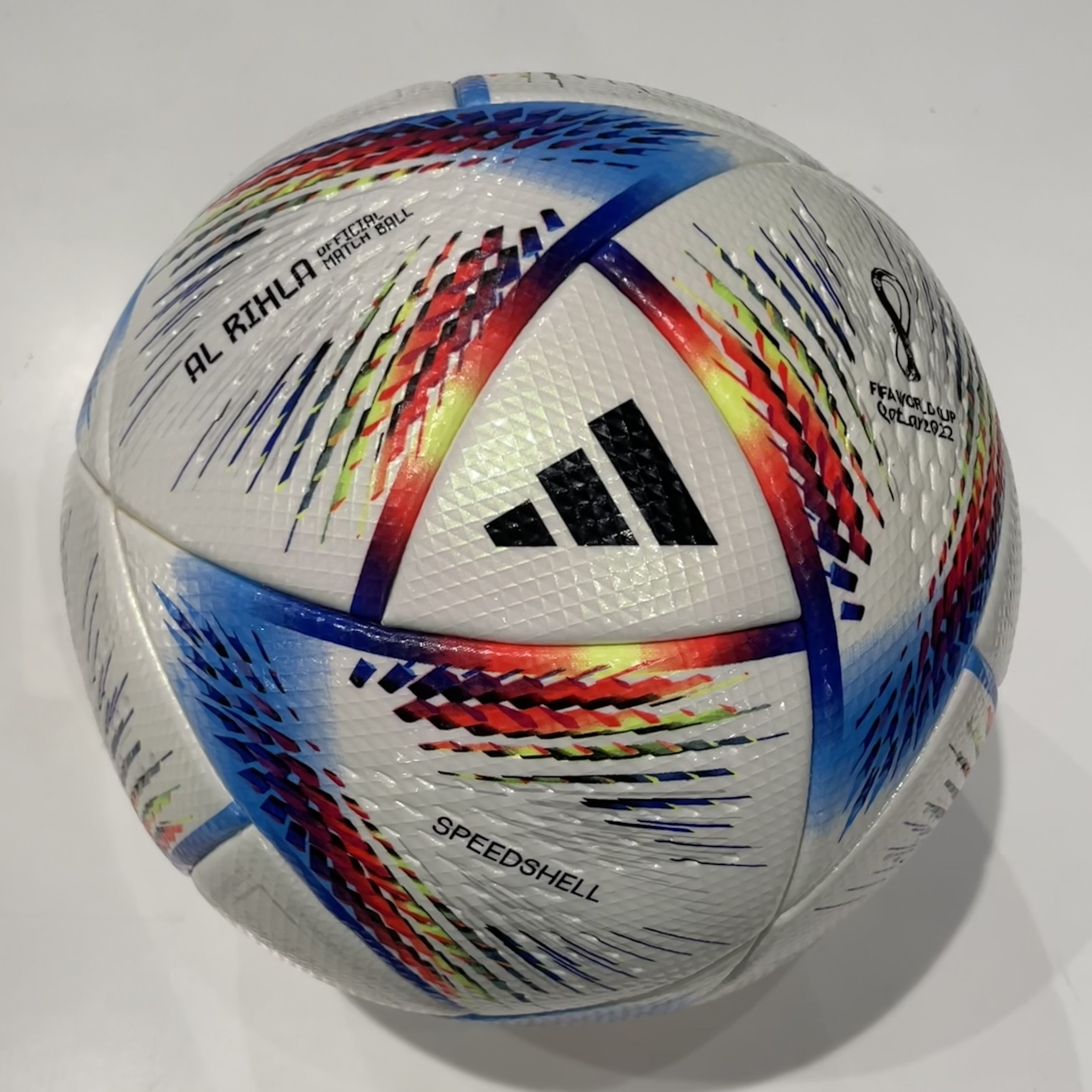
Adidas Al Rihla.

L'Adidas Al Rihla è un pallone da calcio prodotto dalla Adidas. È stato il pallone ufficiale del campionato mondiale di calcio 2022 in Qatar ed è stato utilizzato anche per la Qatar Stars League, la Saudi Professional League, per la Bahrein Premier League e l'UAE Pro League per la stagione 2022-23.

## Storia
Il pallone è stato presentato il 30 marzo 2022 alla presenza di quattro ex-calciatori: il brasiliano Kaká, lo spagnolo Iker Casillas, il saudita Farah Jefry e l'emiratino Nouf Al Anzi. Come attività promozionale, la FIFA, con il supporto dello sponsor Qatar Airways, ha lanciato con la missione Eutelsat Hotbird 13F dell'ottobre 2022 due palloni contenuti in una scatola alimentata da Starlink, la quale è stata portata in orbita dal primo stadio B1069.3 di un razzo Falcon 9 di SpaceX.
Il nome Al Rihla (in arabo الْرِّحْلَة‎?) significa "viaggio" in arabo.  Inoltre nella letteratura araba il rihla è anche un genere tradizionale di diario di viaggio, la cui opera più celebre è quella redatta nel XIV secolo dall'esploratore Ibn Battuta, noto semplicemente come La Rihla. I disegni presenti sul pallone, invece, sono ispirati all'architettura, alle tradizionali imbarcazioni e alla bandiera del Qatar, mentre la combinazione di colori blu, rosso e giallo che vuole rappresentare il paesaggio del Qatar. Inoltre, sono presenti delle scritte decorative ("Il calcio è..." e tutt'intorno "lavoro di squadra - fair play - collettivo - responsabilità - passione - rispetto") in sei lingue: inglese, arabo, cinese mandarino, francese, spagnolo ed esperanto.

## Caratteristiche tecniche
La copertura del pallone è composta da venti pannelli di poliuretano termosaldati e la sua superficie è caratterizzata con macro e micro motivi in rilievo, chiamati tecnologia Speedshell, pensati per migliorare la stabilità di volo e il controllo del pallone. Test indipendenti del pallone hanno rivelato che ha caratteristiche prestazionali simili ai predecessori Telstar 18 e Brazuca. Inoltre, il pallone è stato progettato guardando alla sostenibilità, essendo prodotto con inchiostri e adesivi rispettosi dell'ambiente.
Il pallone è dotato Connected Ball Technology, sviluppata dalla FIFA in collaborazione con l'azienda tedesca Kinexon. Infatti, sospesa all'interno della sua camera d'aria si trova un'unità di misurazione inerziale, che fornisce al VAR dati istantanei e altamente dettagliati sul movimento del pallone.
La produzione commerciale è stata subappaltata dall'Adidas alla società egiziana Forward Egypt, una filiale della pakistana Forward Sports, mentre la produzione delle repliche è stata subappaltata a Global Way, società con sede a Madiun.

## Varianti
L'11 dicembre 2022 l'Adidas ha annunciato che, analogamente alla scelta fatta con Uniforia Finale, le semifinali, la finale per il terzo posto e la finale sarebbero stati giocati usando la variante Al Hilm (in arabo الحلم‎?, al-ḥulm, "sogno"). I colori riprendono quelli della bandiera qatariota e l'oro, mentre le scritte ha una disposizione leggermente diversa, dato che l'ordine è: arabo, inglese, cinese mandarino, spagnolo, francese ed esperanto.
Una variante del pallone è stata utilizzata anche per le partite della UEFA Nations League 2022-2023.
La variante detta Oceaunz è stata presentata da Adidas come pallone ufficiale del campionato mondiale femminile di calcio 2023 in Australia e Nuova Zelanda. Per la finale, invece, è stata annunciata la variante Oceaunz Final Pro, i cui colori rispecchiano quelli di un tramonto sullo skyline di Sydney, sede dell'incontro.
Come pallone ufficiale per il campionato europeo di calcio 2024 in Germania, l'Adidas ha annunciato come pallone ufficiale Fussballliebe, il cui nome significa "amore per il calcio" in tedesco. L'Adidas ha annunciato che un'altra variante sarà impiegata anche per i tornei di calcio ai giochi della XXXIII Olimpiade e della XVII Paralimpiade di Parigi.

Varianti di Al Rihla sono state utilizzate per la Coppa del mondo per club FIFA 2021 e per la Supercoppa UEFA 2022, mentre varianti di Oceaunz sono state impiegate per la Coppa del mondo per club FIFA 2022 e per la Supercoppa UEFA 2023.

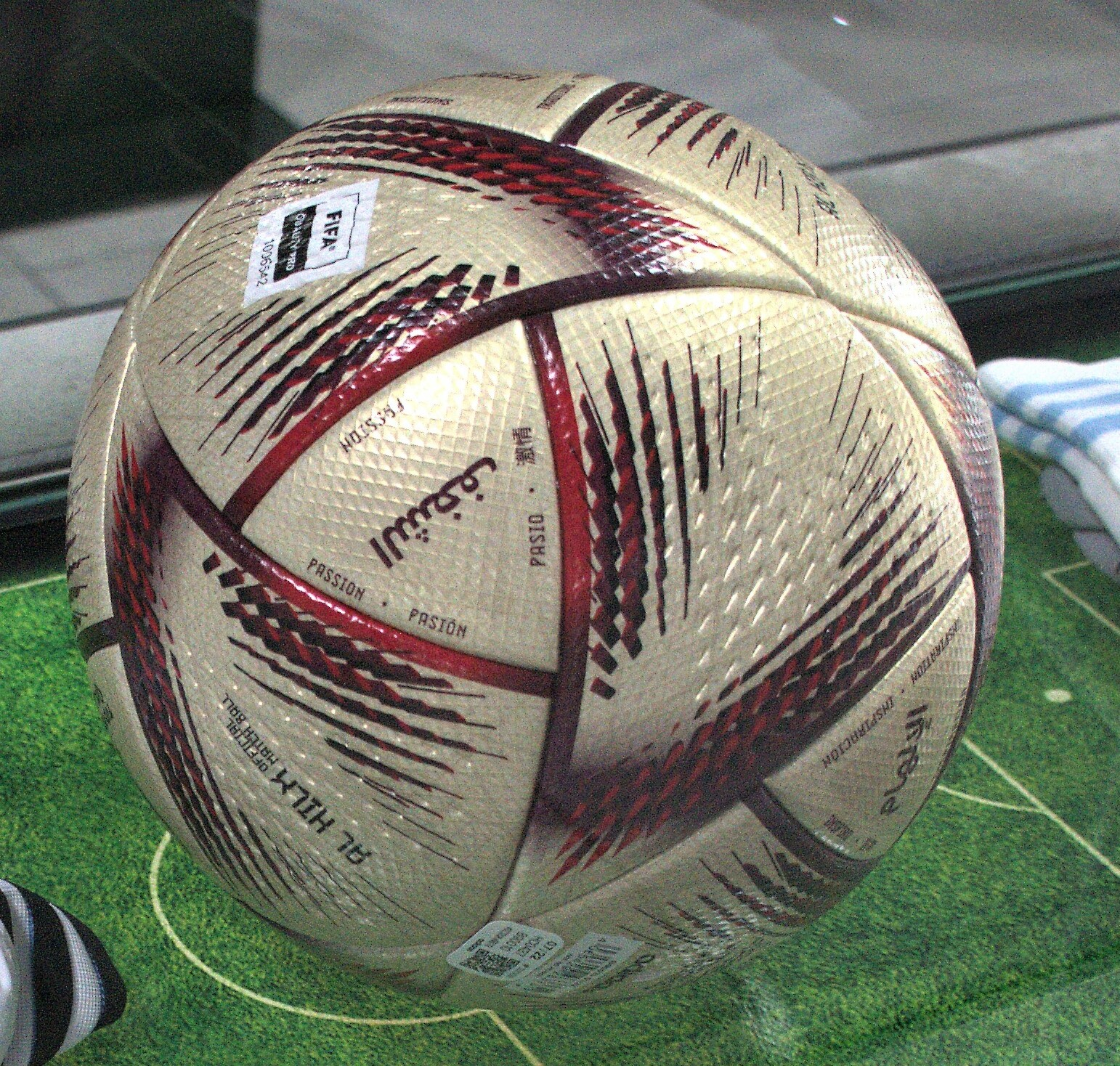
Al Hilm
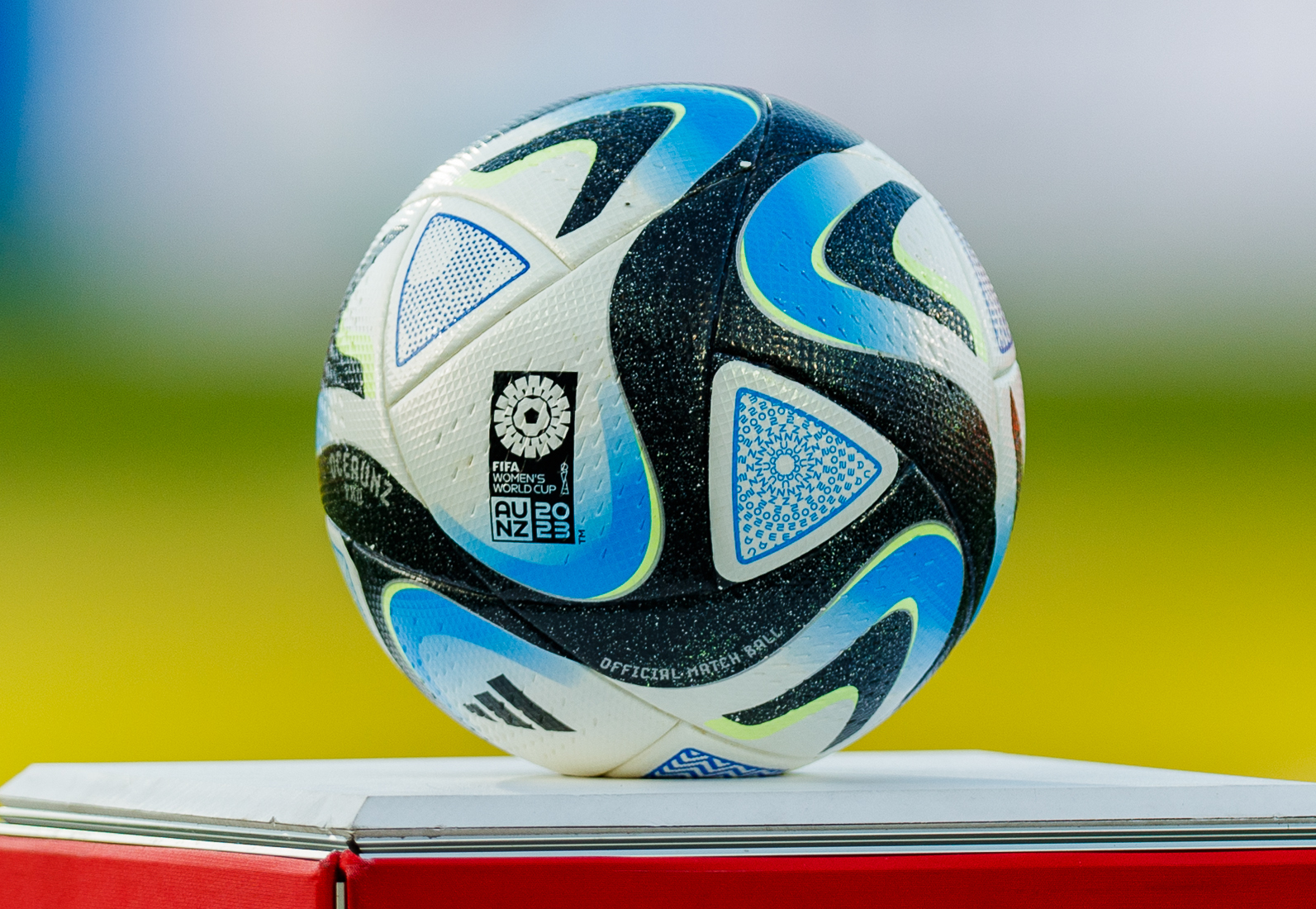
Oceaunz
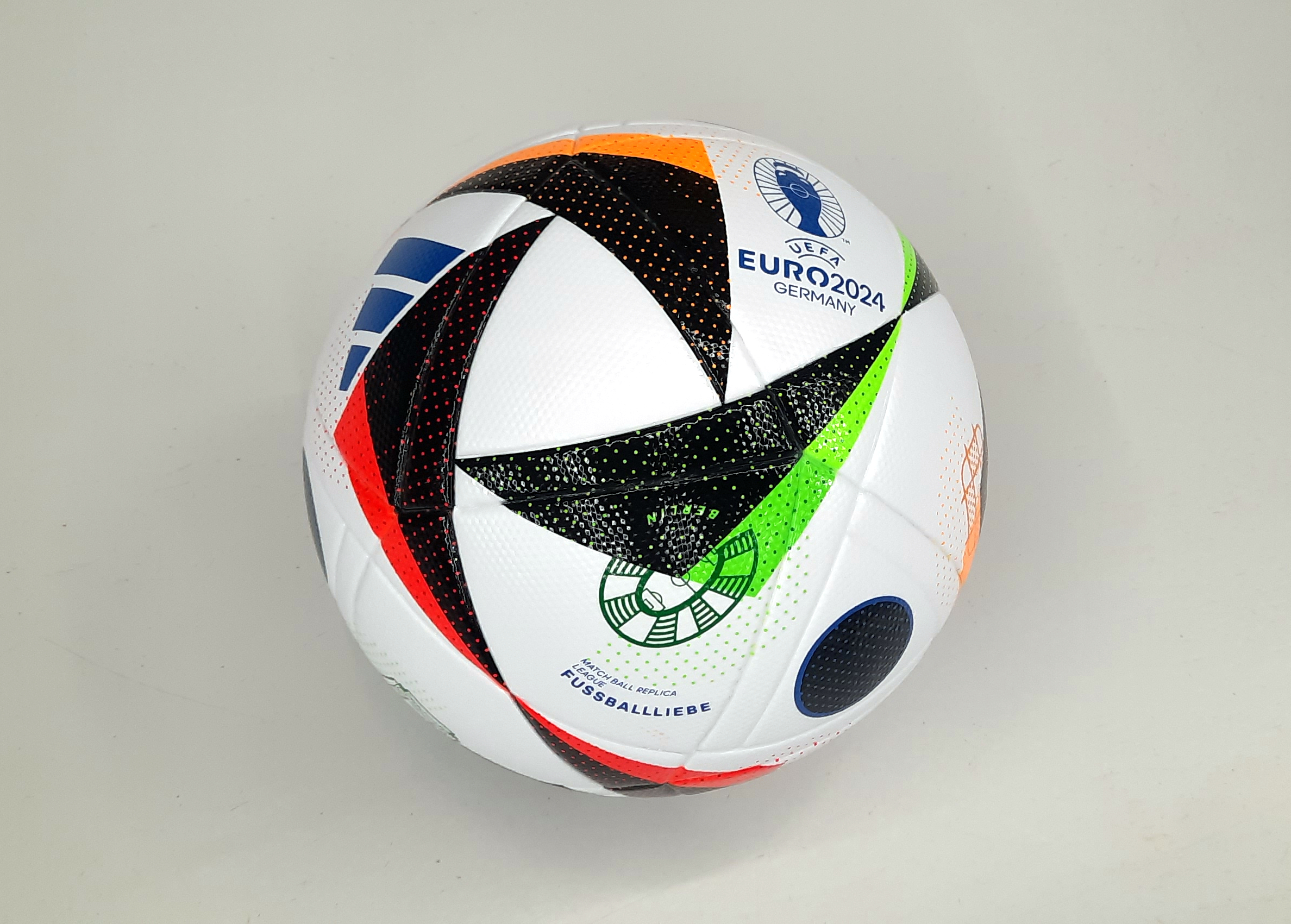
Fussballliebe